# Spezia Foot Ball Club 1922-1923
Questa pagina raccoglie i dati riguardanti lo Spezia Football Club nelle competizioni ufficiali della stagione 1922-1923.

## Stagione
Nella stagione 1922-1923 la CCI e la FIGC si riunificano sotto i colori di quest'ultima. La Lega Nord organizza tre gironi di dodici squadre, con campionati su base interregionale. Lo Spezia dopo il deludente torneo della stagione scorsa, è costretto a dover ricorrere alle gare di qualificazione, per accedere alla Prima Divisione. Tra luglio e settembre gioca cinque gare con Pastore Torino, Treviso e Sestrese, mentre con il Piacenza vince a tavolino per forfait degli emiliani. Il 24 settembre centra la qualificazione sul campo di Reggio Emilia superando la Sestrese. Per il campionato si sostituisce il tecnico Molnar con József Violak nelle vesti di giocatore e allenatore. La partenza è difficile, la prima vittoria arriva il 14 gennaio (2-1) sul Bologna. Il 19 novembre al Picco sul (2-2) contro il Legnano il pubblico spezzino invade il campo, partita persa a tavolino e tre gare di squalifica del campo. Si va a Pisa, Parma e Novi Ligure in campo neutro. La classifica piange, ma il prezioso pareggio contro il Derthona (1-1) del 6 maggio, permette agli aquilotti di giocarsi gli spareggi salvezza proprio contro i piemontesi. Ci vogliono due gare intensissime di spareggio giocate a Genova, per dirimere la questione e garantire allo Spezia la permnenza nel massimo campionato.

## Rosa
| N. |                   | Ruolo | Calciatore        |
| -- | ----------------- | ----- | ----------------- |
|    | Italia (bandiera) | P     | Renato Bartolozzi |
|    | Italia (bandiera) | P     | Nicolino Latella  |
|    | Italia (bandiera) | D     | Francesco Caiti   |
|    | Italia (bandiera) | D     | Bruno             |
|    | Italia (bandiera) | D     | Attilio Maggiani  |
|    | Italia (bandiera) | D     | Pagni             |
|    | Italia (bandiera) | D     | Tullio Piffer     |
|    | Italia (bandiera) | D     | Sarti             |
|    | Italia (bandiera) | D     | Orlando Tognotti  |
|    | Italia (bandiera) | C     | Paolo Amadesi     |
|    | Italia (bandiera) | C     | Cesare Cassanelli |
|    | Italia (bandiera) | C     | Giovannelli       |

| N. |                     | Ruolo | Calciatore        |
| -- | ------------------- | ----- | ----------------- |
|    | Italia (bandiera)   | C     | Lodola            |
|    | Italia (bandiera)   | C     | Razeto            |
|    | Italia (bandiera)   | C     | Gino Rossetti     |
|    | Italia (bandiera)   | C     | Giuseppe Rossetti |
|    | Italia (bandiera)   | C     | Iraldo Venzano    |
|    | Ungheria (bandiera) | C     | József Viola      |
|    | Italia (bandiera)   | A     | Mario Calzolari   |
|    | Italia (bandiera)   | A     | Mario Cometto     |
|    | Italia (bandiera)   | A     | Giovanni Conenna  |
|    | Italia (bandiera)   | A     | Giovanni Gallotti |
|    | Italia (bandiera)   | A     | Antonio Pagano    |
|    | Italia (bandiera)   | A     | Armandino Rossi   |

## Risultati

### Prima Divisione

#### Lega Nord - Girone B

##### Girone di andata
| Arbitro: | Crivelli (Milano) |

|                          |           |                             |
| Giorgini 21’ Bottino 70’ | Marcatori | 4’ Gino Rossetti 88’ Pagano |

| Arbitro: | Mauro (Milano) |

|                               |           |                                            |
| Gino Rossetti 7’ Gallotti 57’ | Marcatori | 9’ (rig.) Cuttin 12’ Benassati 84’ Mazzoli |

| Arbitro: | Storer (Venezia) |

|                                 |           |                               |
| Bellotto 25’ (rig.), 58’ (rig.) | Marcatori | 2’ G. Rossetti 84’ Cassanelli |

| Torino 29 ottobre 1922 4ª giornata | Juventus        | 0 – 0 | Spezia | Campo Juventus\| Arbitro: \| Trezzi (Milano) \| |
| Arbitro:                           | Trezzi (Milano) |       |        |                                                 |

| La Spezia 12 novembre 1922 5ª giornata | Spezia         | 0 – 0 | Esperia | Stadio Alberto Picco\| Arbitro: \| Fries (Milano) \| |
| Arbitro:                               | Fries (Milano) |       |         |                                                      |

| Arbitro: | Alfieri (Bologna) |

|                            |           |                      |
| Pagano 30’ Rossetti II 64’ | Marcatori | 17’ Raso 60’ Olivati |

| Arbitro: | Crivelli (Milano) |

|  |           |                                               |
|  | Marcatori | 31’ Santamaria 56’ Bergamino 62’, 83’ Bellini |

| Milano 17 dicembre 1922 8ª giornata | Milan          | 0 – 0 | Spezia | Campo di viale Lombardia\| Arbitro: \| Ricci (Modena) \| |
| Arbitro:                            | Ricci (Modena) |       |        |                                                          |

| Arbitro: | Barnabò (Milano) |

|  |           |            |
|  | Marcatori | 84’ Bonzio |

| Arbitro: | Majani (Torino) |

|                        |           |           |
| Conenna 1’ Gallotti 5’ | Marcatori | 57’ Perin |

| Arbitro: | Tradico (Milano) |

|  |           |               |
|  | Marcatori | 16’ Conenna I |

##### Girone di ritorno
| La Spezia 4 febbraio 1923 12ª giornata | Spezia       | 0 – 0 | Rivarolese | Stadio Alberto Picco\| Arbitro: \| Katz (Parma) \| |
| Arbitro:                               | Katz (Parma) |       |            |                                                    |

| Arbitro: | Bistoletti (Milano) |

|                         |           |  |
| Cuttin 4’ Forlivesi 52’ | Marcatori |  |

| Arbitro: | Brunetti (Torino) |

|                                                       |           |  |
| Viola 30’ (rig.) Gallotti 44’, 62’, 65’ Calzolari 85’ | Marcatori |  |

| Arbitro: | Gaudenzi (Milano) |

|             |           |  |
| Amadesi 15’ | Marcatori |  |

| Como 18 marzo 1923 16ª giornata | Esperia       | 0 – 0 | Spezia | Campo di via Milano\| Arbitro: \| Vota (Torino) \| |
| Arbitro:                        | Vota (Torino) |       |        |                                                    |

| Arbitro: | Canepa (Savona) |

|               |           |              |
| Tosi 32’, 65’ | Marcatori | 16’ Gallotti |

| Arbitro: | Enrietti (Torino) |

|             |           |                |
| Bellini 44’ | Marcatori | 7’ Rossetti II |

| Arbitro: | Canepa (Savona) |

|                          |           |              |
| A. Rossi 15’ Amadesi 22’ | Marcatori | 80’ Forneris |

| Arbitro: | A. Gama (Milano) |

|                             |           |  |
| E. Bodini 23’ Albertoni 44’ | Marcatori |  |

| Arbitro: | Trezzi (Milano) |

|                                                                |           |  |
| Pozzi 34’ G. Della Valle 62’ Rubini 66’ Schiavio 75’ Perin 89’ | Marcatori |  |

| Arbitro: | Canepa (Savona) |

|              |           |              |
| Gallotti 34’ | Marcatori | 30’ Bellolio |

#### Spareggio salvezza
| Genova 1 luglio 1923 Spareggio | Spezia          | 0 – 0 Ad oltranza | Derthona | Campo Marassi\| Arbitro: \| ?.Gama[9] (Milano) \| |
| Arbitro:                       | ?.Gama (Milano) |                   |          |                                                   |

| Arbitro: | A. Gama (Milano) |

|                            |           |                 |
| Viola 11’, 12’ Amadesi 35’ | Marcatori | 21’, 48’ Crotti |

## Statistiche

### Statistiche di squadra
| Competizione    | Punti | In casa | In casa | In casa | In casa | In casa | In casa | In trasferta | In trasferta | In trasferta | In trasferta | In trasferta | In trasferta | Totale | Totale | Totale | Totale | Totale | Totale | DR |
| Competizione    | Punti | G       | V       | N       | P       | Gf      | Gs      | G            | V            | N            | P            | Gf           | Gs           | G      | V      | N      | P      | Gf     | Gs     | DR |
| --------------- | ----- | ------- | ------- | ------- | ------- | ------- | ------- | ------------ | ------------ | ------------ | ------------ | ------------ | ------------ | ------ | ------ | ------ | ------ | ------ | ------ | -- |
| Prima Divisione | 19    | 11      | 4       | 3       | 4       | 13      | 13      | 11           | 1            | 6            | 4            | 7            | 16           | 22     | 5      | 9      | 8      | 20     | 29     | -9 |

### Statistiche dei giocatori
| Giocatore         | Prima Divisione | Prima Divisione |
| Giocatore         | Presenze        | Reti            |
| ----------------- | --------------- | --------------- |
| P. Amadesi        | 21              | 3               |
| R. Bartolozzi     | 12              | -15             |
| Bruno             | 5               | 0               |
| F. Caiti          | 24              | 0               |
| M. Calzolari (II) | 16              | 1               |
| C. Cassanelli     | 12              | 1               |
| M. Cometto        | 2               | 0               |
| G. Conenna (I)    | 6               | 2               |
| G. Gallotti       | 23              | 7               |
| Giovannelli       | 4               | 0               |
| N. Latella        | 12              | -14             |
| Lodola            | 1               | 0               |
| A. Maggiani       | 23              | 0               |
| A. Pagano         | 14              | 1               |
| Pagni             | 2               | 0               |
| T. Piffer         | 2               | 0               |
| Razeto            | 3               | 0               |
| G. Rossetti (I)   | 22              | 1               |
| G. Rossetti (II)  | 22              | 3               |
| A. Rossi          | 4               | 1               |
| Sarti             | 4               | 0               |
| O. Tognotti       | 1               | 0               |
| I. Venzano        | 12              | 0               |
| J. Viola          | 17              | 3               |

All'epoca non esistevano i cartellini gialli e rossi (introdotti molto dopo), ma solo ammonizioni verbali ed espulsioni effettive. Sulle cronache sportive dell'epoca sono evidenziate solo le espulsioni, mentre le ammonizioni solenni risultano sui comunicati ufficiali della Lega Nord.